# Pitcairn Mailwing
De Pitcairn Mailwing is een eenpersoons postvliegtuig met een open cockpit.
Het werd ontworpen door Harold Pitcairn en in 1927 in gebruik genomen. Harold Pitcairn gebruikte het vliegtuig onder andere
omdat zijn bedrijf de nacht-postvluchten tussen New York en Atlanta verzorgde.
Het vliegtuig stond bekend als een snel, veilig en efficiënt vliegtuig. Het kon zo'n 250 kilo aan post vervoeren. Uiteindelijk zijn er zes versies geproduceerd, namelijk : PA-5, PA-6, PA-6B, PA-7M, PA-7S, en PA-8.
Voor zijn inspanningen voor een veiliger luchtvaart ontving Harold Pitcairn de Collier onderscheiding uit handen van president Herbert Hoover.